# HMS Hotspur (H01)
«Хотспар» (H01) (англ. HMS Hotspur (H01) — військовий корабель, ескадрений міноносець типу «H» Королівського військово-морського флоту Великої Британії за часів Другої світової війни.
«Хотспар» був закладений 25 лютого 1935 року на верфі компанії Scotts Shipbuilding and Engineering Company, в містечку Грінок. 9 грудня 1936 року увійшов до складу Королівських ВМС Великої Британії.